# Nemastoma polonicum
Nemastoma polonicum was een hooiwagen uit de familie aardhooiwagens (Nemastomatidae). Het werd een junior subjectief synoniem van Paranemastoma radewi (Roewer, 1926) in Novak & Gruber (2000). Na 2023 de geldige combinatie is Paranemastoma radewi (Roewer, 1926).